# Арзаматово
Арзама́тово (рос. Арзаматово, чув. Чăрăшкасси) — присілок у складі Маріїнсько-Посадського району Чувашії, Росія. Входить до складу Великошигаєвського сільського поселення.
Населення — 180 осіб (2010; 199 у 2002).
Національний склад:
- чуваші — 97 %